# Jinx (DC Comics)
Jinx  es una supervillana del cómic ficticio y líder de Fearsome Five, que aparece en los libros publicados por DC Comics y es parte del universo DC. Creada por Marv Wolfman y Chuck Patton, apareció por primera vez en Tales of the Teen Titans # 56 (agosto de 1985). Este personaje no tiene relación con el personaje masculino del mismo nombre que apareció por primera vez en Adventure Comics # 488 como adversario de Chris King y Vicki Grant.
El personaje se ha adaptado a otros medios, incluidas películas animadas, series de televisión y videojuegos. Su debut en acción real es en la cuarta temporada de la serie de HBO Max, Titanes, en la que es interpretada por Lisa Ambalavanar.

## Historial de publicaciones
Se unió al grupo de supervillanos, Fearsome Five, un enemigo frecuente de los Jóvenes Titanes, Superman y los Outsiders. También ha sido miembro de Villainy Inc.

## Historia
Jinx es una hechicera elemental India cuyos poderes incluyen la capacidad de comandar elementos como el aire, la manipulación de energía mágica que puede manifestar como rayos de fuerza ofensivos y llamas verdes, la capacidad de disolver la materia y la creación de temblores terrestres. Jinx es calva y delgada debido a su cáncer. Tradicionalmente usa solo un bikini blanco de taparrabos de dos piezas con joyas doradas, y siempre está descalza debido al hecho de que debe estar en contacto con el suelo para usar sus habilidades de elemento natural. 
Ella se encontró por primera vez con los Fearsome Five cuando ese grupo atacó la prisión de tres estados donde fue encarcelada a petición de las autoridades indias. Los Cinco son derrotados por los Jóvenes Titanes, pero Jinx y Neutron decidieron unirse a los Fearsome Five. Jinx permaneció con el grupo incluso después de que Neutron lo abandonara posteriormente, pero después de su próxima aparición en Adventures of Superman # 430 (julio de 1987), en la que lucharon contra Superman junto a los nuevos miembros Deuce y Charger, el grupo se disolvió y Jinx fue encarcelada en el prisión metahumana en Alcatraz, junto con sus compañeros de equipo Mammoth y Gizmo.
Jinx era parte del ejército de supervillanos femeninos de Circe que fue derrotado por Wonder Woman y otras superheroínas de la Tierra. Poco después, Jinx fue reclutada por Reina Clea en la reformada organización criminal femenina Villainy Inc. Junto con Cyborgirl, Doctor Poison, Giganta y Trinity, Jinx ayuda a Clea a conquistar la tierra tridimensional de Skartaris. El plan, sin embargo, es comandado por Trinity. El equipo no ha aparecido desde entonces.
Más tarde, en una historia en Outsiders # 12-15 (julio-octubre de 2004), el archienemigo del Capitán Marvel, el Dr. Sivana, liberó a Alcatraz, Jinx, Mammoth y Gizmo. Tras haber convocado a su compañera de equipo Psimon y haberle devuelto la vida a su compañera de equipo Shimmer después de que ella fuera convertida en vidrio y destrozada, Sivana puso al equipo a trabajar para él en un plan para vender en corto las acciones de Lexcorp al hacer que robaran sus cuentas de su edificio corporativo en Metrópolis, y luego reduciendo el stock matando a todas las personas en el edificio. Sivana también les hizo destruir otras dos propiedades de Lexcorp. En el último de los dos, una fábrica de procesadores de microchips de la subsidiaria de Lexcorp, Kellacor, los Cinco fueron confrontados por los Outsiders. Después de escapar, los Cinco, criminalmente poco sofisticados, instaron a Sivana a tomar las instalaciones de misiles nucleares de Lexcorp cerca de Joshua Tree, California. Cuando Sivana se negó, Psimon afirmó que lo tomarían de todos modos, y en respuesta, Sivana mató a Gizmo con un disparo láser en la cabeza, y cortó las relaciones con los cuatro restantes, advirtiéndoles que los mataría si alguna vez volvieran a cruzarse en su camino. Los Cinco decidieron promulgar su plan para tomar las instalaciones y disparar un misil nuclear en Canadá, pero fueron derrotados por los Outsiders. Mammoth fue devuelto a la isla de Alcatraz, pero Jinx y los otros miembros de los Cinco permanecen en libertad.
Más tarde fue vista entre la nueva Liga de la Injusticia, y es uno de los villanos presentados en Salvation Run. Ella es uno de los villanos enviados para recuperar la tarjeta gratuita Get Out of Hell de los Seis Secretos.
En The New 52 (un reinicio de 2011 del universo DC Comics), Jinx apareció por primera vez como parte de Fearsome Five. El grupo aparece como parte de la Sociedad Secreta que están aliados con el Sindicato del Crimen de América. Ella es enviada con los otros miembros de Fearsome Five, Mammoth, Gizmo, Shimmer y Psimon, junto con el Dr Psycho y Hector Hammond, para luchar contra Cyborg y los Hombres de Metal. Ella termina derrotada por Lead.
En el relanzamiento de DC de 2016 de sus títulos, DC: Renacimiento, Jinx aparece como parte de Fearsome Five.

## Poderes y habilidades
Jinx es una hechicera elemental formidable que extrae su magia del terreno sólido y natural. Es por eso que debe tener contacto entre el suelo y sus pies descalzos en todo momento, de lo contrario, sus efectos mágicos se debilitarán o perderán por completo. Sus habilidades elementales incluyen, pero no se limitan a: generar poderosas explosiones de fuerza, conjurar ráfagas de viento, convocar llamas esmeraldas, crear temblores de tierra, crear ilusiones e incluso disolver materia sólida. Jinx también tiene habilidades precognitivas que le permiten sentir eventos peligrosos momentos antes de que ocurran. Jinx tiene la capacidad de conversar con la Tierra misma, para manipular suavemente una magia aún mayor almacenada allí. También puede tener otras habilidades místicas, aunque ninguna es segura.

## Otras versiones
La versión animada de Jinx hace numerosas apariciones en el spin-off de cómics de la serie animada de televisión Jóvenes Titanes, comenzando en el número 1. En el n. ° 26-27, se dan pistas de que Jinx más tarde "entregó una nueva hoja" (como las pistas en el episodio Lightspeed). Ella también aparece en el número 34 como la novia de Kid Flash. Blackfire la captura con las otras heroínas y es rescatada por los Titanes en el número 36. En el número 39, ella todavía está con Kid Flash; cuando Larry, quien está jugando a Cupido, golpea a otras mujeres con sus flechas de amor cuando Flash no se deja golpear, ella tiene las manos llenas para evitar que coqueteen con su novio. Jinx también aparece en el número 40, todavía como parte de Hive Five en ese momento, y en el número 43, ayudando a los Titanes a detener a los Fearsome Five. En el n. ° 53, se revela que el apodo de Jinx es "Lucky" y que había entrado en una relación decepcionante con Kid Kold (también conocido como Leo), antes de unirse a H.I.V.E. En ese tema, también comparte su primer beso con Kid Flash.

## En otros medios

### Televisión
- Una versión más joven de Jinx aparece en la serie animada Teen Titans, con la voz de Lauren Tom en todas sus apariciones, excepto en la última, para lo cual Tara Strong proporcionó la voz. Ella es una estudiante de H.I.V.E. y a menudo se asocia con Gizmo y Mammoth. Tiene la piel pálida, cabello rosado, ojos rosados con pupilas felinas y un atuendo de bruja. El poder animado de Jinx es la manipulación de probabilidad, muy similar a las primeras representaciones de Bruja Escarlata de Marvel. En un episodio conoce a Kid Flash y es herida por él, y se ve obligada a elegir entre ayudar a Madame Rouge y la Hermandad del Mal o Kid Flash. Ella decide ayudar a Kid Flash, tanto por sus sentimientos por Flash como por el comportamiento abusivo de Madame Rouge. Posteriormente deja H.I.V.E. y se une a los Titanes con Kid Flash, un acto al que Cyborg comentó, "Bueno, eso fue inesperado".
- Jinx aparece en los episodios de Teen Titans Go!, "Opposites", "Operation Tin Man", "How 'Bout Some Effort" y "Operation Dude Rescue", expresada nuevamente por Lauren Tom.
- Jinx aparece en la cuarta temporada de Titanes, interpretada por Lisa Ambalavanar.[9] Esta versión es una ladrona y estafadora que usa magia, así como un contacto de Dick Grayson.

### Película
- Ella hace un cameo silencioso en la película teatral de Teen Titans Go!, Teen Titans Go! to the Movies. En la película, como muchos villanos, incluido Control Freak, Jinx aparece atada a una señal de luz que forma el nombre de Robin en el cielo durante el número musical de Robin "My Superhero Movie".
- Ella hace un cameo silencioso en DC Super Hero Girls: Leyendas de Atlantis como se la ve en la cafetería hablando con Mammoth.

### Videojuegos
- Jinx aparece como un personaje jefe y desbloqueable en el juego de consola Teen Titans, con la voz de Lauren Tom.
- Jinx aparece como un jefe en el juego Game Boy Advance Teen Titans.
- Jinx aparece en DC Universe Online, con la voz de Claire Hamilton. Ella aparece como parte del paquete de expansión "Sons of Trigon".
- Jinx aparece como un personaje jugable en Lego DC Super-Villains, con Lauren Tom repitiendo su papel de voz.

### Serie Web
- Jinx aparece en DC Super Hero Girls. Ella es vista como una de las estudiantes de fondo de Super Hero High. Su diseño se basa en su aparición en la serie animada Teen Titans.